# Copa Intercontinental de 1978
A Copa Intercontinental de 1978 seria a 18.ª edição do torneio anual realizado pelo campeão europeu e o campeão sul-americano, mas acabou não acontecendo, em virtude de ambas as equipes não acertarem as datas para jogarem as partidas.

## História
A história da Copa Intercontinental de 1978 começa onze anos antes, no ano de 1967. A CONCACAF exigia uma vaga na Copa Intercontinental. O até então presidente da FIFA, Stanley Rous, propôs expandir a Copa Intercontinental para que o torneio passasse a incluir clubes da América do Norte, Central e Caribe (CONCACAF) e da Ásia (AFC). mas a UEFA e a CONMEBOL não aceitaram a proposta.
Em outubro 1968, a CONMEBOL e a CONCACAF fizeram um acordo para a realização da Copa Interamericana e estabelecia que o vencedor da Copa Interamericana teria o direito de representar o continente americano contra o campeão europeu na Copa Intercontinental.
Dez anos mais tarde, em 1978, o América do México se torna a primeira equipe da CONCACAF a vencer a Copa Interamericana ao bater o Boca Juniors e com base neste título demonstra o interesse em disputar a Copa Intercontinental contra o Liverpool campeão europeu 1976-77. Porém, a tentativa fracassa, e o Boca Juniors é que recebe o direito de disputar a Copa Intercontinental, que prossegue sendo restrita unicamente a europeus e sul-americanos. O jornal O Estado de S. Paulo de 16 de abril de 1978 antes da final da Taça dos Clubes Campeões Europeus de 1977–78 cita que o América do México disputaria a Copa Intercontinental contra o vencedor de Liverpool e Brugges da Bélgica. Os jornais El Informador, Folha de S. Paulo, O Estado de S. Paulo, deixam claro que, após o título do Club América do México na Copa Interamericana, a expectativa era que o time mexicano (não o Boca Juniors) tivesse o direito de representar as Américas na Copa Intercontinental. O jornal espanhol El Mundo Deportivo também confirma que o entendimento era que o Club América do México jogaria a Copa Intercontinental naquela ocasião, sugerindo que naquele ano ele jogaria a final da Intercontinental contra o campeão da Supercopa da Europa, o Anderlecht (naquele momento, o campeão europeu Liverpool já havia anunciado que não disputaria a Copa Intercontinental) O Anderlecht e o América do México chegaram a marcar os jogos da Copa Intercontinental edição de 1978 para serem disputados em 1979, mas os jogos acabaram não ocorrendo. A edição de 1978 da Copa Intercontinental acabou não sendo disputada, por nenhum dos quatro clubes citados (Liverpool, Anderlecht, Boca Juniors, América do México).
Em alguns países, a edição da Copa Interamericana de 1978 é reconhecida como um título intercontinental a nível da Copa Intercontinental, e que o América do México é "campeão do mundo" daquele ano, em virtude da equipe mexicana ser o vencedor do duelo contra o time sul-americano, Boca Juniors.